# NASCAR Cup Series Championship Race
Ne doit pas être confondu avec Ambetter Health 400.
La NASCAR Cup Series Championship Race est une course automobile organisée par la NASCAR et comptant pour le championnat des NASCAR Cup Series.
Elle se déroule sur le Phoenix Raceway à Avondale dans l'État de l'Arizona.
C'est une des cinq courses de NASCAR dont la distance est calculée en kilomètres (comme le FanShield 500 de Phoenix, le Toyota/Save Mart 350, le Cheez-It 355 at The Glen et le Bank of America Roval 400). Les chiffres apparaissant dans les noms de ces cinq événements indiquent en effet des kilomètres et non des miles.
Le tour de piste ayant une longueur d'1 milles (1,609 km), pour atteindre les 500 kilomètres de course, l'épreuve doit comptabiliser 312 tours.
Le nom officiel de la course a varié en fonction de la société sponsorisant l'évènement. Depuis la saison 2020, aucune société n'ayant acquis les droits du nom de la course, celle-ci est dénommée Season Final 500 avant de prendre son actuelle dénomination en 2021.

## Caractéristiques
- Course :
  - Longueur : 318,964 milles (513,323 km)
  - Nombre de tour : 312
    - Segment 1 : 75 tours
    - Segment 2 : 75 tours
    - Segment 3 : 162 tours

- Piste :
  - Type : speedway
  - Revêtement : asphalte
  - Longueur circuit : 1,022 milles (1,645 km)
  - Nombre de virages : 4
  - Inclinaison (Banking) :
    - Virage 1 : 8°
    - Virage 2 : 8 à 9°
    - Virage 3 et 4 : 10 à 11° (progressif)
    - Lignes droites : 3°

- Record du tour de piste : 18,870 1secondes par Hélio Castroneves (écurie Pensky) en 2017 à l'occasion d'une course du championnat d'IndyCar Series.

## Palmarès
| Année | Date         | Pilote              | Écurie                       | Châssis   | Course | Course        | Course          | Course            | Note       |
| ----- | ------------ | ------------------- | ---------------------------- | --------- | ------ | ------------- | --------------- | ----------------- | ---------- |
| Année | Date         | Pilote              | Écurie                       | Châssis   | Tours  | Miles (km)    | Durée           | Moyenne (miles/h) | Note       |
| 1988  | 6 novembre   | Alan Kulwicki       | AK Racing (en)               | Ford      | 312    | 312 (502,115) | 3 h 26 min 57 s | 090,457           |            |
| 1989  | 5 novembre   | Bill Elliott        | Melling Racing               | Ford      | 312    | 312 (502,115) | 2 h 57 min 08 s | 105,683           |            |
| 1990  | 4 novembre   | Dale Earnhardt      | Richard Childress Racing     | Chevrolet | 312    | 312 (502,115) | 3 h 13 min 25 s | 096,786           |            |
| 1991  | 3 novembre   | Davey Allison       | Yates Racing                 | Ford      | 312    | 312 (502,115) | 3 h 15 min 31 s | 095,746           |            |
| 1992  | 1er novembre | Davey Allison       | Yates Racing                 | Ford      | 312    | 312 (502,115) | 3 h 00 min 12 s | 103,885           |            |
| 1993  | 31 octobre   | Mark Martin         | Roush Racing                 | Ford      | 312    | 312 (502,115) | 3 h 06 min 30 s | 100,375           |            |
| 1994  | 30 octobre   | Terry Labonte       | Hendrick Motorsports         | Chevrolet | 312    | 312 (502,115) | 2 h 54 min 12 s | 107,463           |            |
| 1995  | 29 octobre   | Ricky Rudd          | Rudd Performance Motorsports | Ford      | 312    | 312 (502,115) | 3 h 03 min 18 s | 102,128           |            |
| 1996  | 27 octobre   | Bobby Hamilton (en) | Petty Enterprises            | Pontiac   | 312    | 312 (502,115) | 2 h 50 min 38 s | 109,709           |            |
| 1997  | 2 novembre   | Dale Jarrett        | Yates Racing                 | Ford      | 312    | 312 (502,115) | 2 h 48 min 55 s | 110,824           |            |
| 1998  | 25 octobre   | Rusty Wallace       | Team Penske                  | Ford      | 257    | 257 (413,601) | 2 h 22 min 30 s | 108,211           | [ Note 1 ] |
| 1999  | 7 novembre   | Tony Stewart        | Joe Gibbs Racing             | Pontiac   | 312    | 312 (502,115) | 2 h 38 min 28 s | 118,132           |            |
| 2000  | 5 novembre   | Jeff Burton         | Roush Racing                 | Ford      | 312    | 312 (502,115) | 2 h 58 min 13 s | 105,041           |            |
| 2001  | 28 octobre   | Jeff Burton         | Roush Racing                 | Ford      | 312    | 312 (502,115) | 3 h 02 min 26 s | 102,613           |            |
| 2002  | 10 novembre  | Matt Kenseth        | Roush Racing                 | Ford      | 312    | 312 (502,115) | 2 h 44 min 25 s | 113,857           |            |
| 2003  | 2 novembre   | Dale Earnhardt Jr.  | Dale Earnhardt, Inc.         | Chevrolet | 312    | 312 (502,115) | 3 h 19 min 11 s | 093,984           |            |
| 2004  | 7 novembre   | Dale Earnhardt Jr.  | Dale Earnhardt, Inc.         | Chevrolet | 315    | 315 (506,943) | 3 h 19 min 16 s | 094,848           | [ Note 2 ] |
| 2005  | 13 novembre  | Kyle Busch          | Hendrick Motorsports         | Chevrolet | 312    | 312 (502,115) | 3 h 02 min 23 s | 102,641           |            |
| 2006  | 12 novembre  | Kevin Harvick       | Richard Childress Racing     | Chevrolet | 312    | 312 (502,115) | 3 h 14 min 44 s | 096,131           |            |
| 2007  | 11 novembre  | Jimmie Johnson      | Hendrick Motorsports         | Chevrolet | 312    | 312 (502,115) | 3 h 01 min 46 s | 102,989           | [ Note 3 ] |
| 2008  | 9 novembre   | Jimmie Johnson      | Hendrick Motorsports         | Chevrolet | 313    | 313 (503,724) | 3 h 12 min 01 s | 097,804           | [ Note 2 ] |
| 2009  | 15 novembre  | Jimmie Johnson      | Hendrick Motorsports         | Chevrolet | 312    | 312 (502,115) | 2 h 49 min 26 s | 110,486           |            |
| 2010  | 14 novembre  | Carl Edwards        | Roush Fenway Racing          | Ford      | 312    | 312 (502,115) | 2 h 49 min 01 s | 110,754           |            |
| 2011  | 13 novembre  | Kasey Kahne         | Red Bull Racing Team         | Toyota    | 312    | 312 (502,115) | 2 h 45 min 47 s | 112,918           | [ Note 4 ] |
| 2012  | 11 novembre  | Kevin Harvick       | Richard Childress Racing     | Chevrolet | 319    | 319 (513,381) | 2 h 52 min 09 s | 111,182           | [ Note 2 ] |
| 2013  | 10 novembre  | Kevin Harvick       | Richard Childress Racing     | Chevrolet | 312    | 312 (502,115) | 2 h 57 min 03 s | 105,733           |            |
| 2014  | 9 novembre   | Kevin Harvick       | Stewart-Haas Racing          | Chevrolet | 312    | 312 (502,115) | 3 h 07 min 13 s | 099,991           |            |
| 2015  | 15 novembre  | Dale Earnhardt Jr.  | Hendrick Motorsports         | Ford      | 219    | 219 (352,446) | 2 h 03 min 22 s | 106,512           | [ Note 1 ] |
| 2016  | 13 novembre  | Joey Logano         | Team Penske                  | Ford      | 324    | 324 (521,427) | 3 h 08 min 59 s | 102,866           | [ Note 2 ] |
| 2017  | 12 novembre  | Matt Kenseth        | Joe Gibbs Racing             | Toyota    | 312    | 312 (502,115) | 2 h 57 min 23 s | 105,534           |            |
| 2018  | 11 novembre  | Kyle Busch          | Joe Gibbs Racing             | Toyota    | 312    | 312 (502.115) | 3 h 10 min 20 s | 098,350           |            |
| 2019  | 10 novembre  | Denny Hamlin        | Joe Gibbs Racing             | Toyota    | 312    | 312 (502.115) | 2 h 48 min 00 s | 111,429           |            |
| 2020  | 8 novembre   | Chase Elliott       | Hendrick Motorsports         | Chevrolet | 312    | 312 (502.115) | 2 h 47 min 00 s | 112,096           | [ Note 5 ] |
| 2021  | 7 novembre   | Kyle Larson         | Hendrick Motorsports         | Chevrolet | 312    | 312 (502.115) | 3 h 06 min 33 s | 100,348           |            |
| 2022  | 6 novembre   | Joey Logano         | Team Penske                  | Ford      | 312    | 312 (502,115) | 2 h 58 min 42 s | 104,757           |            |
| 2023  | 5 novembre   | Ross Chastain       | Trackhouse Racing            | Chevrolet | 312    | 312 (502,115) | 2 h 52 min 01 s | 108,827           |            |

Notes :
1. 1 2  Course écourtée à cause de la pluie.
2. 1 2 3 4  Course prolongée en raison d'une arrivée Green-white-checker.
3. ↑  4e victoire consécutive de Jimmie Johnson et 10e victoire de la saison.
4. ↑  Première course sous la nouvelle configuration.
5. ↑  La course constitue pour la première fois de son histoire la finale de la saison de Cup Series.

## Multiples pilotes vainqueurs
| Nb. Vict. | Pilote             | Saison                 |
| --------- | ------------------ | ---------------------- |
| 4         | Kevin Harvick      | 2006, 2012, 2013, 2014 |
| 3         | Jimmie Johnson     | 2007, 2008, 2009       |
| 3         | Dale Earnhardt Jr. | 2003, 2004, 2015       |
| 2         | Davey Allison      | 1991, 1992             |
| 2         | Jeff Burton        | 2000, 2001             |
| 2         | Matt Kenseth       | 2002, 2017             |
| 2         | Kyle Busch         | 2005, 2018             |
| 2         | Joey Logano        | 2016, 2022             |

## Multiples écuries gagnantes
| Nb. Vict. | Écurie                   | Saison                                         |
| --------- | ------------------------ | ---------------------------------------------- |
| 8         | Hendrick Motorsports     | 1994, 2005, 2007, 2008, 2009, 2015, 2020, 2021 |
| 5         | Roush Fenway Racing      | 1993, 2000, 2001, 2002, 2010                   |
| 4         | Richard Childress Racing | 1990, 2006, 2012, 2013                         |
| 4         | Joe Gibbs Racing         | 1999, 2017, 2018, 2019                         |
| 3         | Robert Yates Racing      | 1991, 1992, 1997                               |
| 3         | Team Penske              | 1998, 2016, 2022                               |
| 2         | Dale Earnhardt, Inc.     | 2003, 2004                                     |

## Victoires par marques
| Nb. Vict. | Marque    | Saison                                                                                         |
| --------- | --------- | ---------------------------------------------------------------------------------------------- |
| 16        | Chevrolet | 1990, 1994, 2003, 2004, 2005, 2006, 2007, 2008, 2009, 2012, 2013, 2014, 2015, 2020, 2021, 2023 |
| 14        | Ford      | 1988, 1989, 1991, 1992, 1993, 1995, 1997, 1998, 2000, 2001, 2002, 2010, 2016, 2022             |
| 4         | Toyota    | 2011, 2017, 2018, 2019                                                                         |
| 2         | Pontiac   | 1996, 1999                                                                                     |